# ユナイテッド・ワールド・カレッジISAKジャパン
ユナイテッド・ワールド・カレッジISAKジャパン（United World College ISAK Japan）は、長野県軽井沢町にあるインターナショナル・スクール。ユナイテッド・ワールド・カレッジの17番目の加盟校である。ISAKは本校の旧称であるインターナショナル・スクール・オブ・アジア軽井沢（International School of Asia Karuizawa）の略称である。国際バカロレア資格が取得できるだけでなく、日本の文部科学省からも認定された一条校（高等学校）でもある。

## 沿革
社会起業家の小林りんと発起人代表の谷家衛が2007年に出会ったことから構想が生まれ、2014年に開校した。
小林は当初10年生までで合計150名の生徒・学生を集めることを目標としていて、そのうち3割から5割の学生に奨学金を供与することを考えていた。また学生の半数をアジアからの生徒とすることを計画していた。
2016年にユナイテッド・ワールド・カレッジ加盟への最終承認がおり、2017年8月に加盟した。それに伴い、現名称へと変更された。

## テレビ番組
- 日経スペシャル カンブリア宮殿 教育で世界を変える！ ～ゼロから学校立ち上げた超異色39歳～（2014年10月23日、テレビ東京）[3]

## 書籍

### 関連書籍
- 『不完全なリーダーが、意外と強い。 「チーム」だからこそ、できることがある』（著者:小林りん）（2014年6月23日、KADOKAWA）ISBN 9784041014295
- 『茶色のシマウマ、世界を変える 日本初の全寮制インターナショナル高校ISAKを作った小林りんの物語』（著者:石川拓治）（2016年3月26日、ダイヤモンド社）ISBN 9784478017647
- 『世界に通じる「実行力」の育てかた はじめの一歩を踏み出そう』（著者:小林りん）（2020年6月26日、日経BP 日本経済新聞出版本部）ISBN 9784532323189